# Moustapha N'Diaye
Pour les articles homonymes, voir N'Diaye.
Moustapha N'Diaye, né le 12 juillet 1984 à Paris (Île-de-France), est un joueur français de basket-ball. Il joue au poste de ailier. 

## Clubs
- 2004-2005 :  SLUC Nancy (Pro A)
- 2005-2006 :  Étoile de Charleville (Nationale 1)
- 2006-2009 :  Saint-Quentin BB (Pro B)
- 2010-2011 :  SOM Boulonnais (Pro B)
- 2011-2013 :  Le Portel (Pro B)
- 2013-2015  :  Hermine de Nantes (Pro B)